# آن چهره را پیشتر دیده‌ام (لیبرتانگو)
«آن چهره را پیشتر دیده‌ام» تک‌آهنگی از خواننده جامائیکایی گریس جونز است که در سال ۱۹۸۱ میلادی منتشر شد.